# Ordenshuset Guldkrokens Ros
Ordenshuset Guldkrokens Ros är en envånings träbyggnad i Hjo, som uppfördes 1891 som ordenslokal till Godtemplarordens lokala nykterhetslogen Guldkrokens Ros och också inrymde  en vaktmästarbostad. Fasaden har kvar ursprungliga blekgula spåntade panel, listverk och korspostfönster. 
I vestibulen i Stadshuset i Hjo finns muralmålningar med hjomotiv av Hugo Borgström, som illustrerar hantverks- och jordbruksnäring samt handel och sjöfart. På norra väggen avbildas en man som lagar fisknät, vilken är identifierad som Hjalmar Karlsson, som bodde i det tidigare ordenshuset Guldkrokens Ros.